# فینال جام ملت‌های آسیا ۱۹۷۲
فینال جام ملت‌های آسیا ۱۹۷۲ مسابقه نهایی جام ملت‌های آسیا ۱۹۷۲ بود که در تاریخ ۲۹ اردیبهشت ۱۳۵۱ برگزار شد. این مسابقه بین دو تیم ملی فوتبال ایران و کره‌جنوبی انجام شد و با پیروزی ۲–۱ و قهرمانی ایران به پایان رسید. برای ایران علی جباری و حسین کلانی در دقیقه‌های ۴۸ و ۱۰۸ گل زدند. تک گل کره جنوبی را پارک لی-چون در دقیقه ۶۵ به ثمر رساند.

## جزئیات مسابقات
| ایران                           | ۱-۲ (و.ا.) | کرهٔ جنوبی       |
| ------------------------------- | ---------- | --------------- |
| علی جباری ۴۸' · حسین کلانی ۱۰۸' |            | ۶۵' پارک لی-چون |

| ایران | کره جنوبی |